# فسوطه
فسوطه (به لاتین: Fassuta) یک منطقهٔ مسکونی در اسرائیل است که در Acre Subdistrict واقع شده‌است.

## سرشناسان
- ندا خوری: (۱ آوریل ۱۹۵۹)، شاعر و دانشگاهی. [۴]